# Boris Własow
Boris Wasiljewicz Własow, ros. Борис Васильевич Власов (ur. w 1906 r., zm. ?) – radziecki wojskowy (major), propagandysta Rosyjskiej Armii Wyzwoleńczej, a następnie dowódca pułku zaopatrzenia 2 Dywizji Piechoty Sił Zbrojnych Komitetu Wyzwolenia Narodów Rosji podczas II wojny światowej.
W 1922 r. wstąpił do Armii Czerwonej. Doszedł do stopnia majora. Po ataku wojsk niemieckich na ZSRR 22 czerwca 1941 r., sprawował funkcję szefa oddziału operacyjnego sztabu 253 Dywizji Strzeleckiej. 27 maja 1942 r. w rejonie Charkowa dostał się do niewoli niemieckiej. Na pocz. 1943 r. wstąpił do Rosyjskiej Armii Wyzwoleńczej (ROA). Skierowano go do szkoły propagandystów ROA w Dabendorfie pod Berlinem. Po jej ukończeniu kierował wojskowym i fizycznym szkoleniem kursantów szkoły. Od listopada 1943 r. w stopniu podpułkownika był komendantem kursów przygotowawczych ROA w obozie w Luckenwalde. Latem 1944 r. stanął na czele grupy propagandystów w domu opieki dla oficerów ROA we Frankfurcie nad Odrą. Następnie pełnił funkcję komendanta kursów przygotowawczych ROA w obozie w Zittenhorst pod Berlinem. Od lutego 1945 r. dowodził pułkiem zaopatrzenia 2 Dywizji Piechoty Sił Zbrojnych KONR gen. Grigorija A. Zwieriewa. Za ograbienie przez grupę żołnierzy jego pułku niemieckiego kolejowego transportu wojskowego został przez gen. Andrieja A. Własowa zdegradowany do stopnia majora. 9 maja na czele pułku poddał się Amerykanom. W sierpniu 1945 r. z obawy przed deportacją do ZSRR zbiegł z obozu jenieckiego. Dalsze jego losy są nieznane.